# Quique Neira

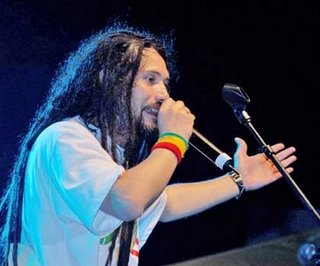
Quique Neira

Enrique „Quique“ Neira Leiva (* 11. April 1973 in Santiago de Chile) ist ein chilenischer Musiker. Er gründete 1990 seine erste Band, die 1995 unter dem Namen Bambú ihr erstes Album veröffentlichte. Bekannt wurde Neira jedoch mit der Reggae-Band Gondwana, für die er von 1997 bis 2003 als Sänger und Songschreiber fungierte. Seit seiner Trennung von Gondwana arbeitet er als Solo-Künstler.

## Diskographie

### Bambú
- 1995: Bambú
- 1996: No Necesitamos Banderas (EP)

### Gondwana
- 1997: Gondwana
- 1999: Phat Cherimoya Dub
- 2000: Alabanza
- 2002: Made in Jamaica

### Solo
- 2003: Eleven
- 2005: Cosas Buenas
- 2007: Jah Rock
- 2010: Jah Dub